# Opolski Festiwal Skoków 2023
XVII Opolski Festiwal Skoków – 17. edycja zawodów lekkoatletycznych, która odbyła się 18 czerwca 2023 roku na Stadionie im. Opolskich Olimpijczyków w Opolu. Zawodnicy brali udział w konkurencji skoku wzwyż.

## Wyniki
| Konkurencja              | 1. miejsce           | Wynik  | 2. miejsce         | Wynik  | 3. miejsce                    | Wynik    |
| Skok wzwyż mężczyzn      | Norbert Kobielski    | 2,25 m | Luis Enrique Zayas | 2,25 m | Andrij Procenko               | 2,21 m = |
| Skok wzwyż kobiet        | Maria Żodzik         | 1,93 m | Wiktoria Miąso     | 1,86 m | Paulina Borys                 | 1,86 m = |
| Skok wzwyż juniorów U-18 | Sebastian Antosiak   | 2,06 m | Patryk Panyło      | 2,00 m | Roman Kinasz · Ołeh Kowalczuk | 1,80 m   |
| Skok wzwyż juniorek U-18 | Aleksandra Dobkowska | 1,68 m | Milena Mołdoch     | 1,60 m | Maja Kleszno                  | 1,60 m = |
| Skok wzwyż juniorów U-20 | Mikołaj Szczęsny     | 2,06 m | Patryk Pelc        | 2,03 m |                               |          |
| Skok wzwyż juniorek U-20 | Natalia Górska       | 1,64 m | Patrycja Owczarek  | 1,64 m | Roksana Petryszyn             | 1,60 m   |